# دينسمور ألتر
دينسمور ألتر (بالإنجليزية: Dinsmore Alter) (28 مارس 1888 - 20 سبتمبر 1968) فيزيائي وفلكي أمريكي، أخصائي في علم الأرصاد الجوية وضابطا بالجيش الأمريكي. مشهور بعمله في مرصد جريفيث ورسمه لأطلس سطح القمر.

## السيرة الذاتية

### النشأة والتعليم
ولد ألتر في كولفاكس، واشنطن. التحق ألتر بكلية وستمنستر في بنسلفانيا، تخرج منها بعد حصوله على درجة البكالوريوس عام 1909.

### الحياة العملية
أكمل دينسمور دراساته العليا في جامعة بيتسبرغ حيث حصل على درجة الماجستير في علم الفلك مع دراسات إضافية في مجال الأرصاد الجوية. في عام 1911، انتقل إلى جامعة ألاباما ليعمل مدرسا في قسم الفيزياء وعلوم الفلك، لم يمضي إلا عام واحد (في عام 1912) قبل أن يصبح مساعد أستاذ وعام آخر ليصبح أستاذا مساعدا (في عام 1913). في عام 1914، انتقل ألتر إلى جامعة كاليفورنيا في بيركلي لتدريس علم الفلك تزامنا مع دراسته للحصول على الدكتوراه، التي حصل عليها في عام 1916. بحلول عام 1917، أصبح أستاذا مساعدا في علم الفلك في جامعة كانساس واستمر يدرس علوم الفلك حتى دخول الولايات المتحدة الحرب العالمية الأولى وانضمامه للجيش الأمريكي. مع مرور الوقت حصل ألتر على رتبة رائد.
بعد انتهاء الحرب وعودته إلى بلاده، انضم مجددا إلى جامعة كانساس واستمر يعمل بها قرابة 20 عاما حتى تمت ترقيته إلى أستاذ مساعد في عام 1919 ثم أستاذا في عام 1924.
في الفترة من عام 1925 حتى عام 1927، شغل ألتر منصب نائب رئيس الجمعية الأمريكية للأرصاد الجوية ليتم اختياره بعد ذلك في منحة زمالة غوغنهايم ويقضي عامين في دراسة علوم الفلك في بريطانيا. في عام 1935، أخذ أجازة من التعليم الأكاديمي ليصبح مديرًا لمرصد جريفيث قبل أن يستقيل بصفة رسمية في عام 1936. تزامنا مع عمله كباحث مشارك في معهد كاليفورنيا للتقنية في باسادينا.
بعد دخول الولايات المتحدة الحرب العالمية الثانية، استجاب الدكتور ألتر لنداء الواجب وأخذ إجازة من منصبه للخدمة في القوات المسلحة لمدة أربع سنوات، حيث أصبح كولونيل وخدم في قسم النقل. بقي عضوا في احتياطي الجيش بعد الحرب متدربا في فورت ماك آرثر، لوس أنجلوس.
قبل الحرب ركز ألتر أبحاثه على دراسة الشمس لكن بعد الحرب اتجه إلى دراسة القمر فكتب عن جيولوجيا القمر وتاريخه. في عام 1950، شغل منصب رئيس الجمعية الفلكية في منطقة المحيط الهادئ. في عام 1956، استخدم تليسكوب 60 بوصة في دراسة سطح فوهة ألفونس، التي استنتج منها ملاحظة عالمية أصبحت تعرف الآن الظاهرة القمرية العابرة.

#### التقاعد
بلغ ألتر سن التقاعد الإلزامي في 31 مارس 1958 ليخلفه كلارنس كليمينشو. مع ذلك لم يتوقف عن الكتابة عن علوم الفلك.
تكريما له على أعماله، شغل منصب المدير الفخري لمرصد جريفيث.

### الحياة الشخصية
ألتر متزوج من آدا ماكليلاند، أنجب منها بنت وحيده، هيلين.

## الجوائز والتكريمات
حصل ألتر على العديد من التكريمات في حياته مثل:
- زمالة الجمعية الفلكية الملكية.
- منحة زمالة غوغنهايم، 1929-1930.
- دكتوراه فخرية من كلية مونماوث، 1941.
- جائزة ج. بروس بلير، عام 1958.
- جائزة بنداري للآداب، عام 1965.
- إطلاق اسمه على فوهة ألتر القمرية تكريما له على مجمل أعماله وتخليدا لذكراه.

## أعمال مختاره
- دينسمور ألتر، دراسة نظرية لبقع الشمس، مجلة مراجعة الطقس الشهرية، أبريل 1929.
- دينسمور ألتر وكلارنس، داخل مرصد بالومار ومرصد غريفيث، لوس أنجلوس.
- مقدمة في علم الفلك العملي
- مقدمة في دراسة جيولوجيا القمر، لوس أنجلوس، مرصد جريفيث.
- أطلس القمر، لندن، أرثر باركر، عام 1963.

## وصلات خارجية
- تضاريس القمر
- تلسكوب السيد بيت: نبذة عاكس 27 بوصة في جامعة كانساس نسخة محفوظة 19 سبتمبر 2015 على موقع واي باك مشين.